# Perfidia (film 1945)
Perfidia (Les Dames du Bois de Boulogne) è un film del 1945 diretto da Robert Bresson.

## Trama
Hélène e Jean sono amanti, non sono sposati ma non sono nemmeno interessati a diventare marito e moglie. A un certo punto però Jean decide di lasciare Hélène che sembra accettare di buon grado la cosa. In verità sta tramando una vendetta. Ha conosciuto la giovane Agnès, aspirante ballerina che per riuscire a vivere e mantenere la madre è costretta a prostituirsi.
Hélène paga i debiti delle due donne e le manda a vivere in un bell'appartamento, costruendo loro una buona ma falsa reputazione. Fa in modo che Jean incontri Agnès al Bois di Boulogne e ben presto i due si innamorano e Jean pensa subito alle nozze. Hélène, che continua a parlare bene della ragazza si offre per organizzare un sontuoso matrimonio e convince la dubbiosa Agnès a rivelare il suo passato solo dopo le nozze. Subito dopo la cerimonia Hélène può finalmente assaporare la sua vendetta: rivela il passato di Agnès, la ragazza sviene perché era convinta che Jean ne fosse già a conoscenza e l'uomo l'abbandona svenuta.
La sera Jean torna dalla moglie e la trova inferma a letto a causa del cuore debole. La ragazza gli chiede perdono ma aggiunge che sarebbe disposta a morire pur di lasciarlo libero ma l'uomo è fortemente innamorato e la implora di essere forte e vivere. La ragazza risponde con un debole sorriso: non morirà.

## Produzione
La produzione del film fu molto complicata, Parigi era ancora sotto occupazione nazista e a causa dei bombardamenti alleati l'elettricità spesso saltava.
I costumi furono realizzati dalla sarta di origine italiana Elsa Schiaparelli.
È il secondo film realizzato dal regista Robert Bresson che non venne apprezzato dal pubblico e fu anche l'ultimo in cui hanno partecipato attori professionisti; nei film successivi infatti ha preferito utilizzare attori non professionisti o poco conosciuti.

## Distribuzione
È uscito nelle sale francesi il 21 settembre 1945.